# Victor Ier de Hohenlohe-Ratibor
Victor Ier Maurice Charles de Hohenlohe-Waldenbourg-Schillingsfürst, duc de Ratibor et prince de Corvey, né le 10 février 1818 au château de Langenbourg et mort le 30 janvier 1893 à Rauden, est un homme politique allemand. Il est le fondateur de la branche des Hohenlohe-Schillingsfürst, ducs de Ratibor et princes de Corvey, qui existe toujours.

## Biographie

### Éducation et famille
Victor de Hohenlohe, descend d'une branche catholique des princes de Hohenlohe, les Hohenlohe-Schillingsfürst. Son père est le prince François-Joseph de Hohenlohe-Schillingsfürst (1787-1841) et sa mère la princesse Constance, née Hohenlohe-Langenbourg (1792-1847). Il est le frère du futur chancelier de l'Empire allemand Clovis de Hohenlohe-Schillingsfürst, du futur cardinal Gustave-Adolphe de Hohenlohe-Schillingsfürst et du futur grand maréchal Constantin de Hohenlohe-Schillingsfürst (de) de la Cour de François-Joseph. 
Victor de Hohenlohe est d'abord éduqué avec des précepteurs à la maison, puis entre au Gymnasium d'Erfurt. Il étudie ensuite le droit et les langues étrangères à Bonn, Göttingen, Heidelberg et Lausanne. Il voyage aussi en Suisse, en France, en Italie et en Angleterre.
Il hérite alors des terres de son oncle, le prince-landgrave Victor-Amédée de Hesse-Rheinfels-Rotenbourg (1779-1834), dernier landgrave de Hesse-Rheinfels-Rotenbourg. Elles incluent l'ancienne abbaye de Corvey et ses domaines en Westphalie, le duché de Ratibor en Haute-Silésie, soit près de 34 000 hectares principalement en forêts. Il épouse en 1845 la princesse Amélie de Fürstenberg, fille du prince Karl Egon de Fürstenberg. Après la naissance et la mort en bas âge d'une fille, le ménage aura neuf enfants, dont le futur ambassadeur, prince de Ratibor et Corvey, Maximilien de Hohenlohe-Schillingsfürst (de) (1856-1924) et le futur président de la province de Westphalie au sein de la Prusse (1911-1919), Charles-Egon de Hohenlohe-Schillingsfürst (1860-1931). L'héritier du titre sera Victor II, prince de Hohenlohe-Schillingsfürst, prince de Corvey et duc de Ratibor (1847-1923), parlementaire conservateur prussien.

### Carrière militaire
Victor de Hohenlohe-Schillingsfürst entre tôt dans la cavalerie. Il commande dans les années 1850 le deuxième régiment de la Landwehr. Il organise, en tant que président de l'union des chevaliers de l'ordre souverain de Malte de Silésie, des infirmeries militaires de volontaires, pendant la guerre de 1866 et la guerre franco-prussienne. Il reçoit en 1872 le titre honorifique de général de cavalerie à la suite de SMI.

### Carrière politique
Le duc de Ratibor fait d'abord partie en 1847 de l'assemblée unie de Prusse, ou Ier Landtag, qui réunit les assemblées des huit provinces constituant la Prusse et qui sera balayée par les révolutions de 1848. De 1849 à 1852, il fait partie du second Landtag de Prusse. Entre 1856 et 1893, il est membre de l'assemblée provinciale de Silésie. Il est d'abord Landmarschall (seigneur-maréchal de l'assemblée), puis président. Il est membre du Reichstag de l'alliance de l'Allemagne du Nord de 1867 à 1870 et du Reichstag de l'Empire allemand de 1872 à 1890.
En outre, le duc de Ratibor est membre de la chambre des seigneurs de Prusse de 1854 à 1893, dont il est président à partir de 1877. Le duc fait partie des représentants de la haute noblesse allemande d'opinion conservatrice-libérale, favorable à certaines réformes de structures, au contraire de la haute noblesse conservatrice. Il fait partie des fondateurs du parti conservateur-libéral, le FKP (Freikonservative Partei) qui sera actif jusqu'en 1918 et fera le lien entre les conservateurs et les libéraux. Il est lui-même, comme ses frères, catholique libéral et s'oppose aux ultramontains, ce qui lui causera la perte de son poste de président de l'union des chevaliers de l'ordre souverain de Malte de Silésie, en 1870.

### Dernières années
En plus de ses activités caritatives et politiques, le duc de Ratibor s'occupe de mécénat et de sa bibliothèque au château de Corvey. Il engage le poète August Heinrich Hoffmann von Fallersleben pour s'en occuper. Le duc est l'un des mécènes du Kunstgewerbemuseum de Berlin. Il est amateur de courses de chevaux à travers l'Union Club. Il fait partie aussi des membres du jury de l'exposition universelle de Paris et de Vienne, de 1867 à 1873.